# Carl Gustaf Mosander
Carl Gustaf Mosander (ur. 10 września 1797 w Kalmarze, zm. 15 października 1858) – profesor chemii na akademii medycznej w Sztokholmie i mineralogii w Muzeum Historii Naturalnej. Odkrywca kilku pierwiastków tak zwanych ziem rzadkich – lantanu (1839), dydymu (1842), erbu i terbu (1843).